# Sune Hansson
Sune Hansson (* 14. Januar 1939 in Värnamo) ist ein ehemaliger schwedischer Radrennfahrer und nationaler Meister im Radsport.

## Sportliche Laufbahn
Hansson wurde 1957 bei den Junioren schwedischer Meister im Einzelzeitfahren. 1959 gewann er diesen Titel bei den Amateuren. 1960 hatte er seinen ersten Einsatz für die Nationalmannschaft im britischen Milk Race. Gemeinsam mit Owe Adamsson, Herbert Dahlbom und Oswald Johansson siegte er im Mannschaftszeitfahren bei den Meisterschaften der Nordischen Länder. Diesen Titel gewann er auch 1961 und 1962. 
In der Meisterschaft im Straßenrennen 1961 wurde er Vize-Meister hinter dem Sieger Owe Adamsson. Die Internationale Friedensfahrt bestritt er 1961 und wurde 40. des Endklassements, 1962 wurde er 36. des Etappenrennens. 1961 wurde er 72. im Rennen der UCI-Straßen-Weltmeisterschaften.